# Kathrin Winzenried
Kathrin Winzenried (* 1973) ist eine Schweizer Fernsehjournalistin.

## Leben
Kathrin Winzenried wuchs als Bauerntochter in Herzwil, Gemeinde Köniz, auf. Von 2000 bis 2006 moderierte sie die Sendung Schweiz aktuell. Zuvor war sie als Redaktorin und Moderatorin beim Radio Förderband tätig. Ab Oktober 2006 moderierte sie stellvertretend das Konsumentenmagazin Kassensturz, welches auf dem Sender SRF 1 des Schweizer Radio und Fernsehens ausgestrahlt wird. Ab 2009 moderierte sie die Sendung regelmässig. Per Ende 2023 hat sie die Moderation beim Kassensturz abgegeben. Als Autorin und Produzentin von Dokumentarfilmen für SRF Dok und Reporter wird sie weiterhin tätig sein, auch in der Rolle als Moderatorin. Die letzte Sendung Kassensturz moderierte sie am 19. Dezember 2023.

## Werke (Auswahl)
- SRF Dok, 2016: Hüslischweiz ohne Ende. Thema: Zersiedelung (Moderatorin).[8]
- SRF Dok, 2014: Bioland Schweiz – Kathrin Winzenried bei den Öko-Pionieren. Thema: Biologische Landwirtschaft (Moderatorin).[9]